# Bacopa australis
Bacopa australis är en grobladsväxtart som beskrevs av V.C.Souza. Bacopa australis ingår i släktet tjockbladssläktet, och familjen grobladsväxter. Inga underarter finns listade i Catalogue of Life.